# Куртуа, Гюстав
Гюстав Клод Этьен Куртуа (фр. Gustave Courtois; 18 мая 1852, Пюзе, Франш-Конте — 1923, Париж) — французский живописец, педагог, представитель академизма.

## Биография
Незаконнорожденный сын помощника мясника и прачки. Обучался в Колледже де Жером в Везуле, где заметили его талант к рисованию. Художник Жан-Леон Жером порекомендовал ему продолжить учёбу в Парижской высшей школе искусств.
В течение своей жизни Куртуа поддерживал тесную дружбу с однокурсником Паскалем Даньян-Бувре, вместе с которым с 1880-х годов делил художественную студию в Нёйи-сюр-Сен.
Преподавал живопись в Академии де ла Гранд Шомьер и Академии Коларосси в Париже. В числе его известных учеников были: Анна Валь, Морис Брэзил Прендергаст, Харриет Кэмпбелл Фосс, Ева Бонниер, Элин Даниельсон, Дора Хитц и другие.
Картины Куртуа ныне хранятся в художественных галереях Безансона, Марселя, Бордо и Люксембурга.
Он был кавалером ордена Почётного легиона и баварского ордена Святого Михаила.
Гюстав Куртуа был близким другом финского художника Альберта Эдельфельта. Они жили в одном здании студии в Париже, ежедневно общались, разделяли многие художественные идеалы и поддерживали друг друга в творчестве.

Картины Гюстава Куртуа
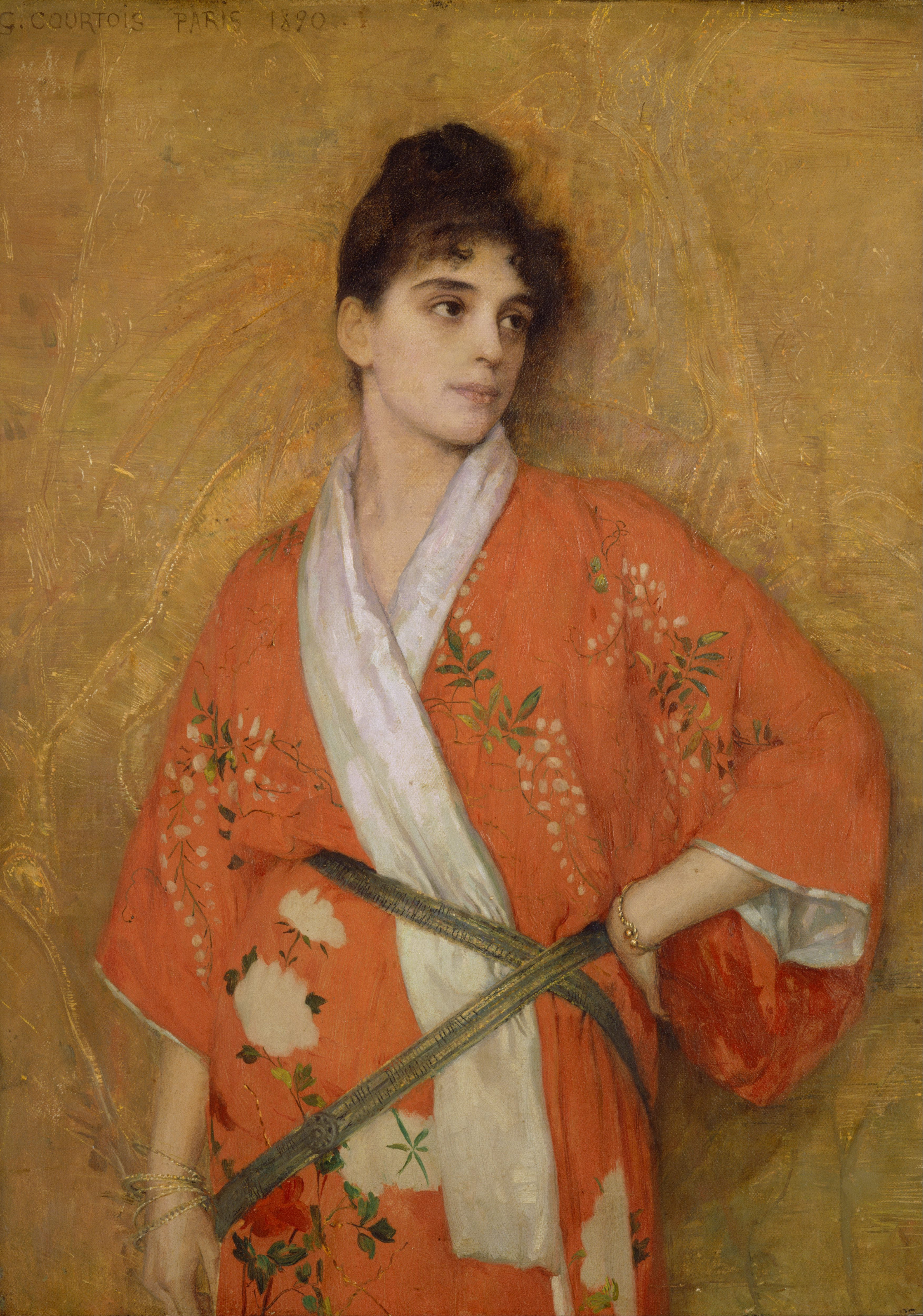
Этюд (1890), Сидней, Художественная галерея Нового Южного Уэльса
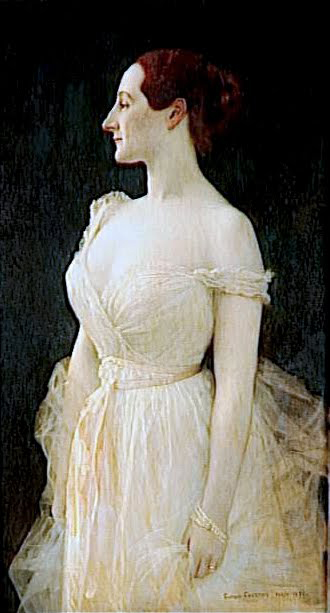
Женский портрет (1891), Париж, Музей Орсе
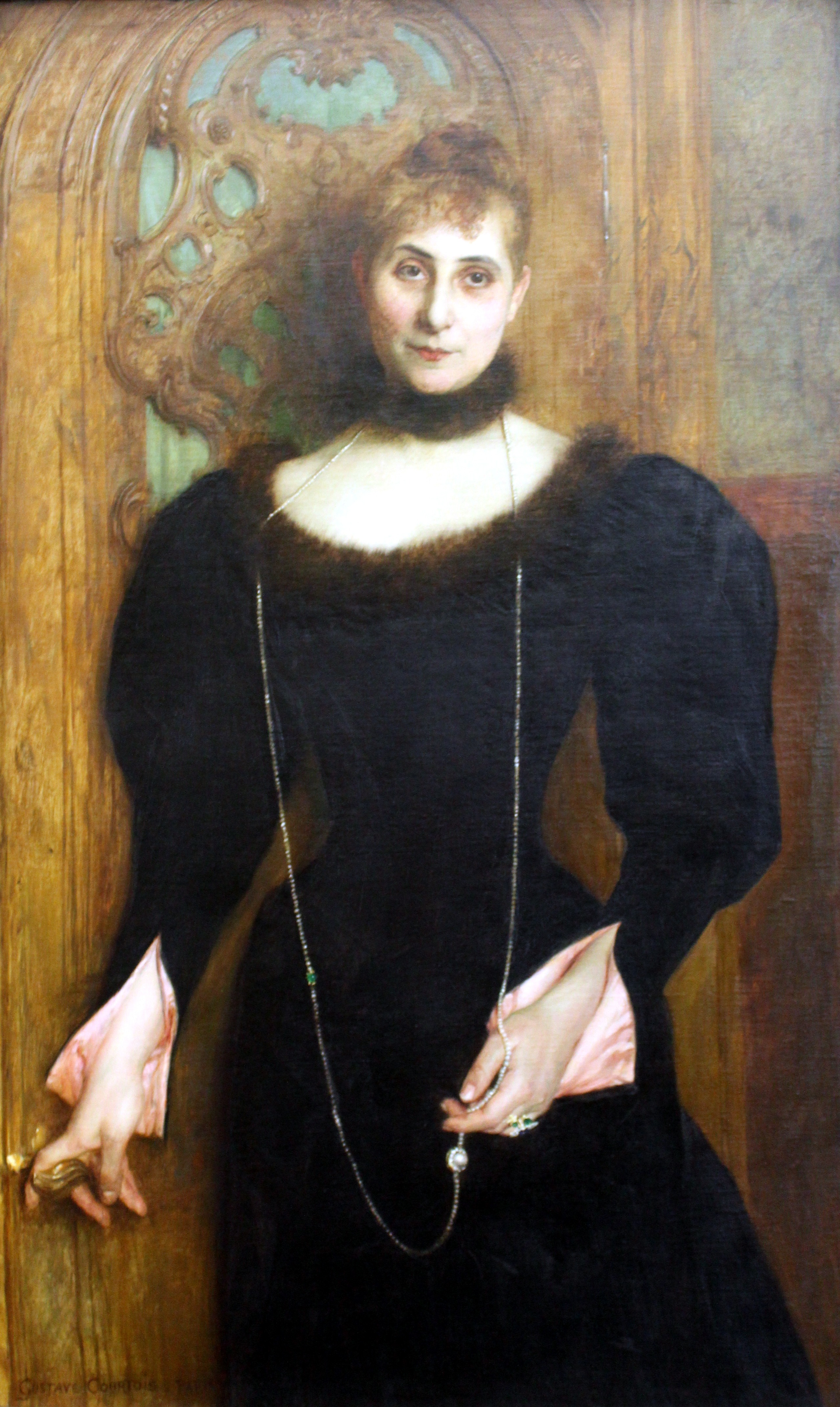
Портрет жены генерального консула Крейсмана (1894), Берлин, Старая национальная галерея
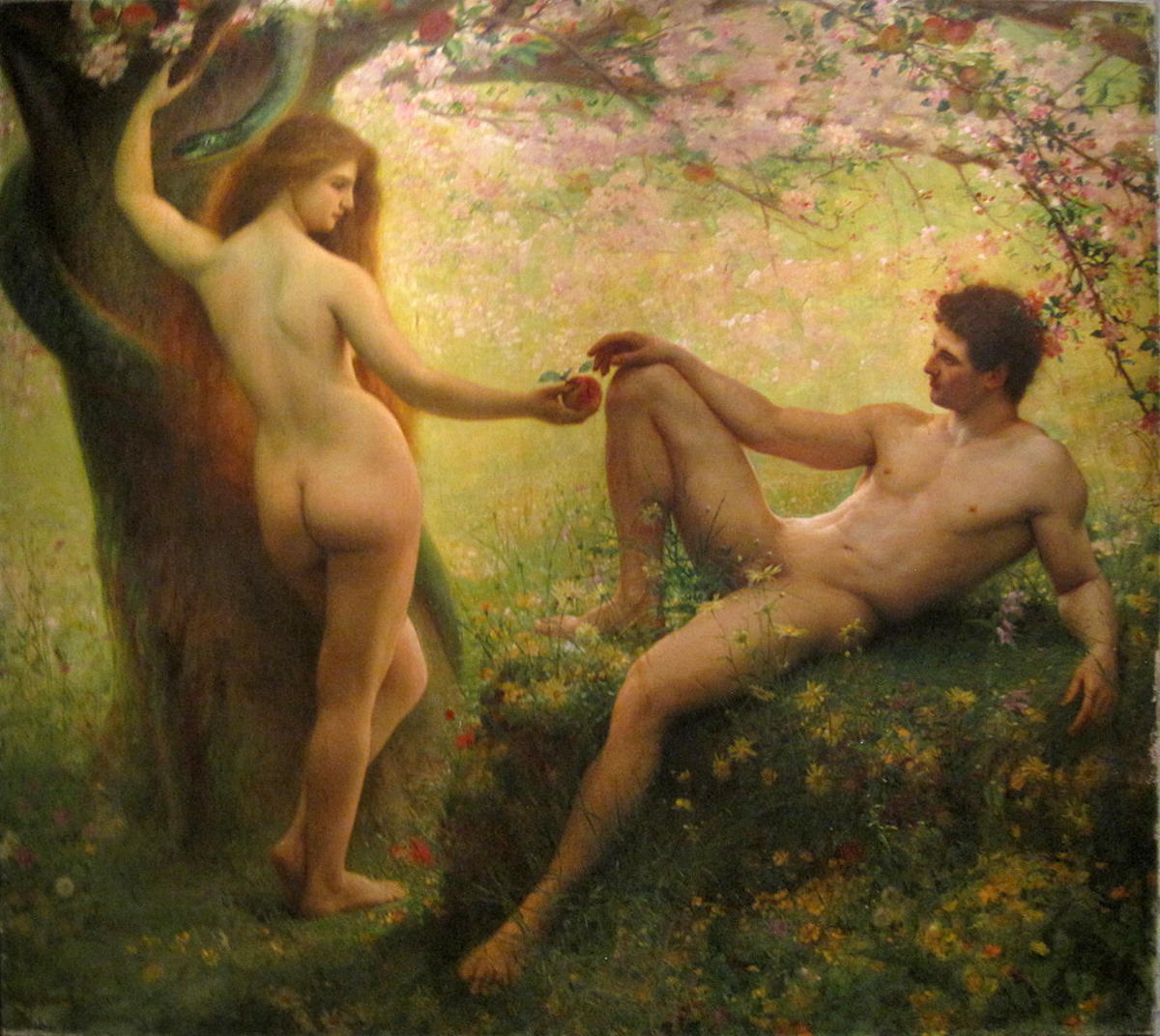
Адам и Ева в Эдеме (1899), Музей изобразительных искусств и археологии Безансона
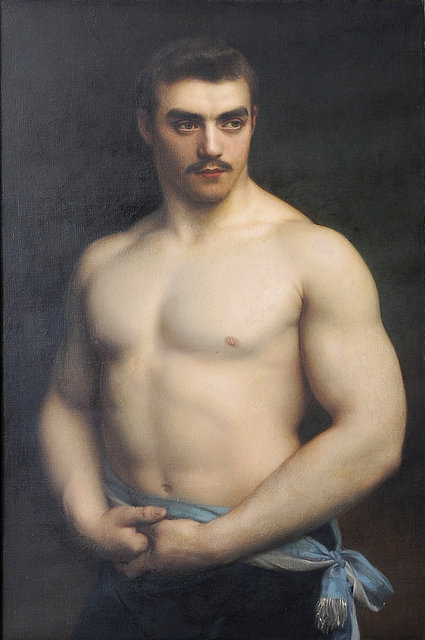
Портрет атлета Мориса Дериаза  (1907)
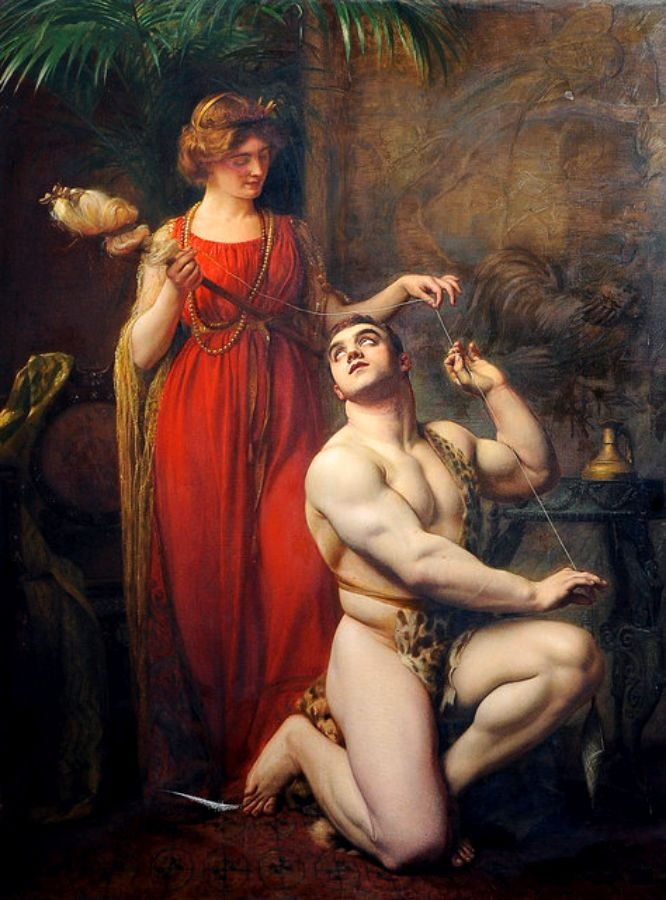
Геракл у ног Омфалы (1912)
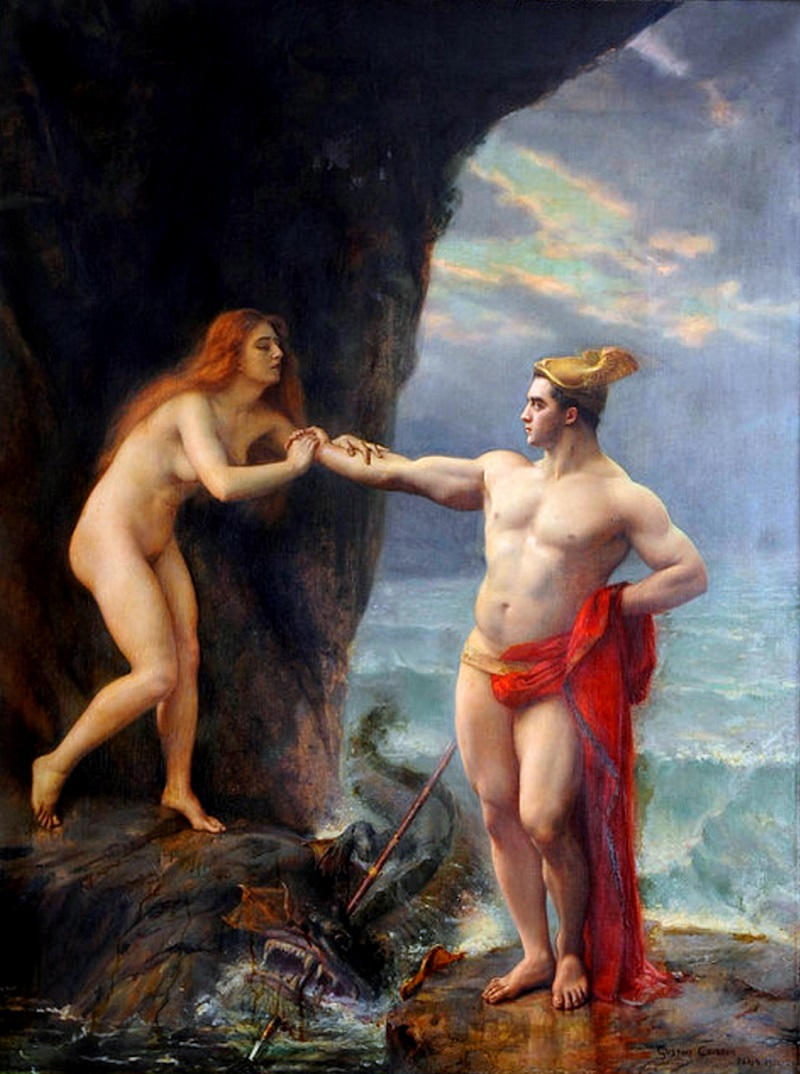
Персей и Андромеда (1913)